# Leptotarsus versfeldi
Leptotarsus versfeldi är en tvåvingeart som först beskrevs av Wood 1952.  Leptotarsus versfeldi ingår i släktet Leptotarsus och familjen storharkrankar. Inga underarter finns listade i Catalogue of Life.